# Џамија Трњак (Добој)
Џамија Трњак или Џамија Трњак - Доња Махала је џамија у Добоју.

## Историјат[1]
Џамија Трњак изграђена је 1756.године али је неколико пута реконструисана. Највеће промјене доживјела је 1938. године да би вољом вјерника у неким каснијим временима рушена и започета изградња потпуно нове џамије, која је свој коначни изглед, са мунаром и сахат кулом, добила 1. августа 2004. године када је и свечано отворена. У просторијама џамије налазе се и канцеларије МИЗ Добој, библиотека и савремена учионица за мектеб.

## Архитектура
Џамија Трњак - Доња Махала је подкуполни тип џамије. 